# Horno comunitario

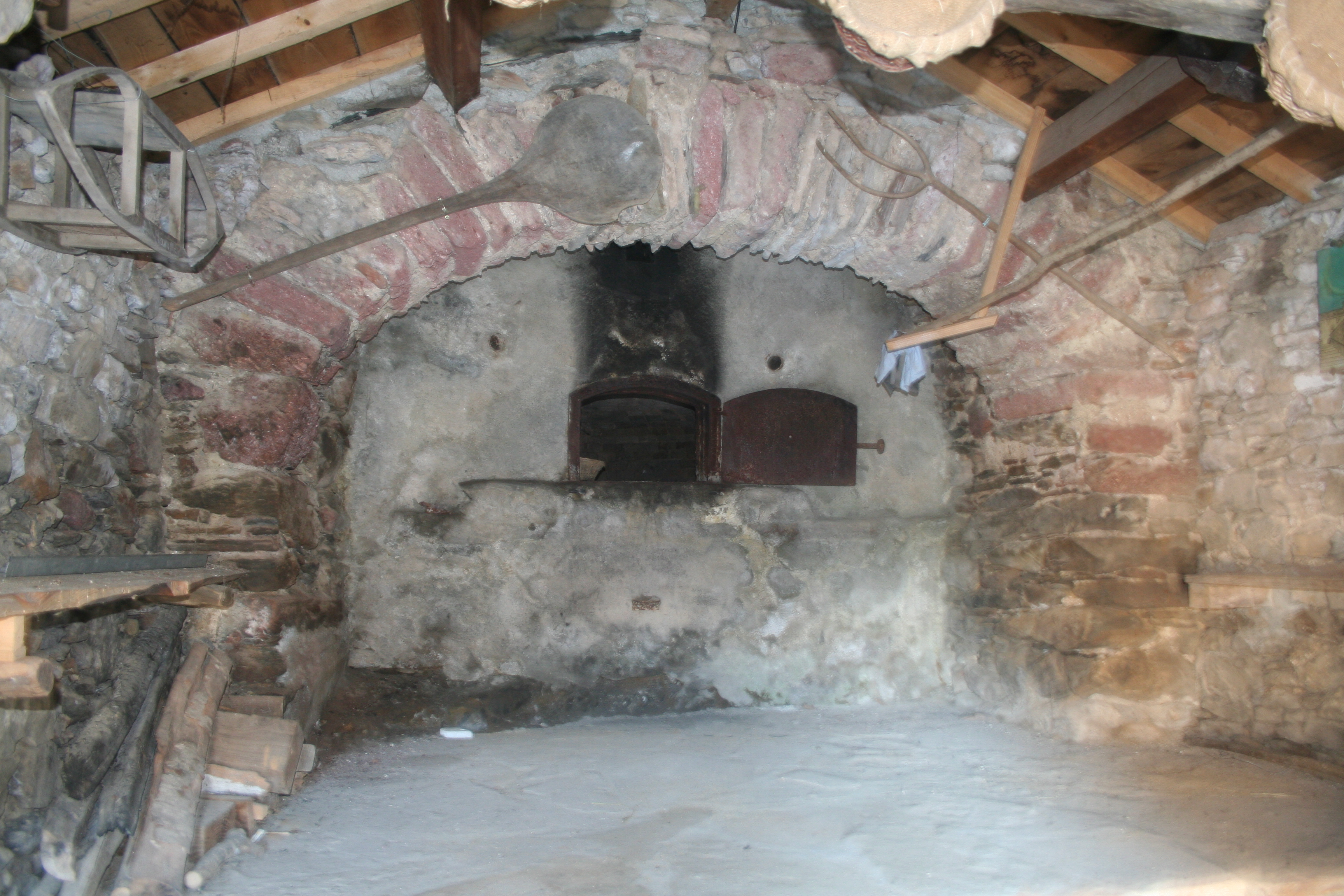
Horno comunal en Barre, sur de Francia.

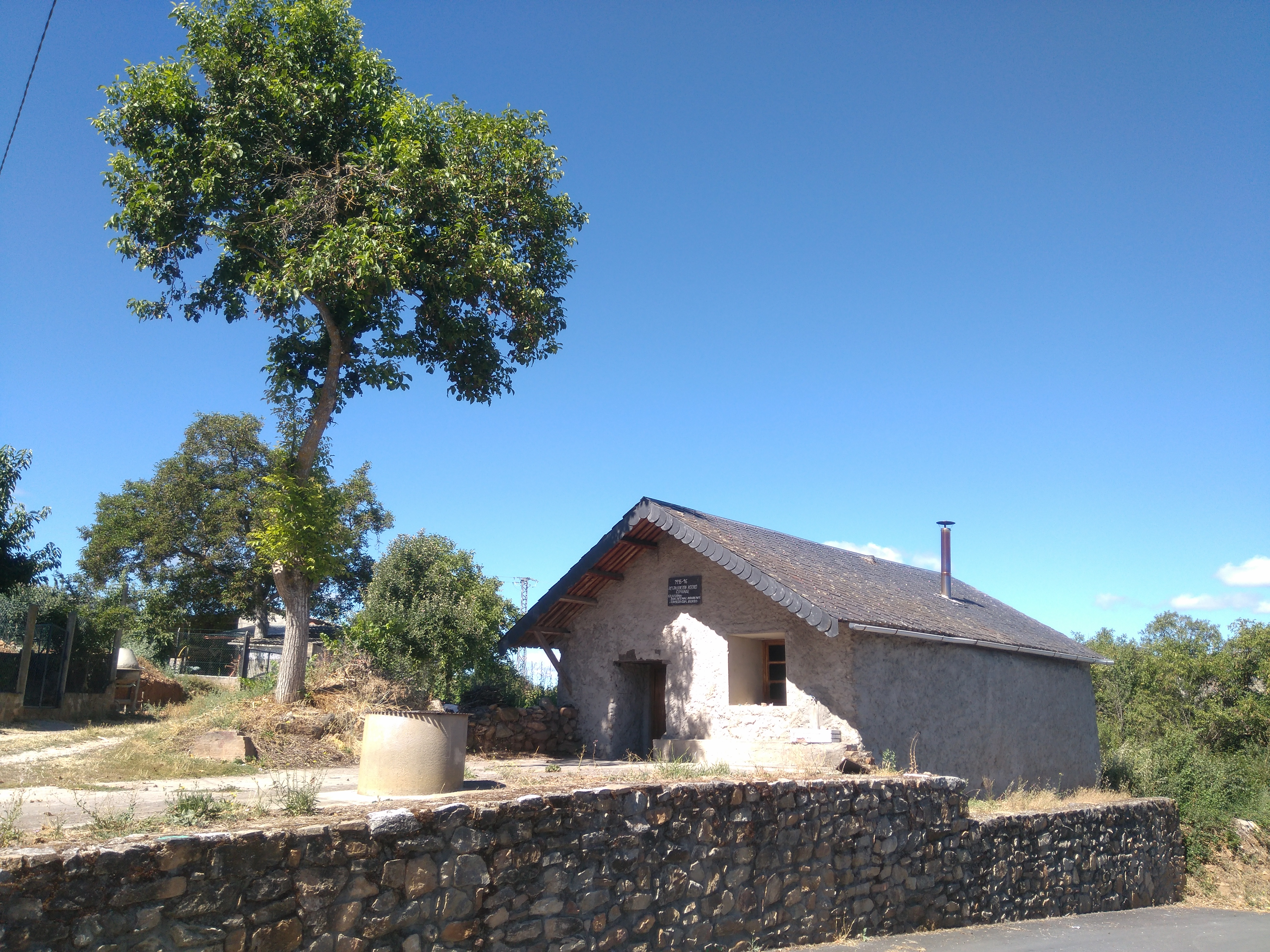
Horno comunal de Borrenes, provincia de León (España).

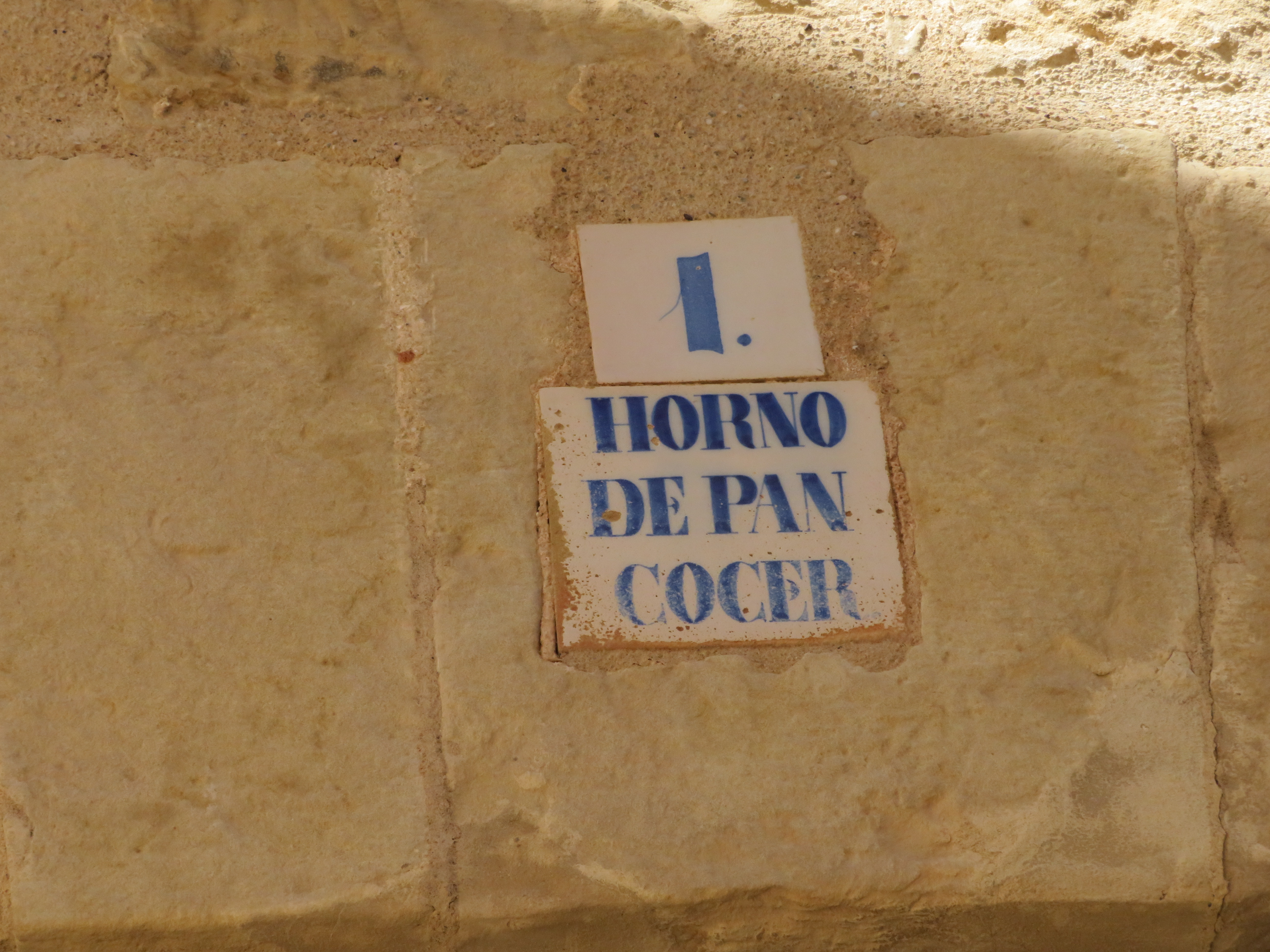
Horno de pan cocer de Belmonte de San José

Un horno comunal o comunitario, también llamado horno municipal, público o de poya según el lugar, es un edificio pequeño que cuenta con un horno de leña para cocer las hogazas y otros panes (así como galletas y tortas), elaborados de forma casera, y que son usados y gestionados por los vecinos de una comunidad.
Antiguamente, lo más común era que el pan se lo hiciera cada familia en su casa, y semanalmente acudían al horno comunal por turnos, donde un hornero elegido por subasta se encargaba de cocer las masas. Todos los vecinos estaban obligados a colaborar en la manutención de los hornos públicos (por ejemplo, proporcionando leña). El horno, además de sitio donde cocer el pan, constituía un lugar para socializar, en especial durante el invierno.
En Europa, la cultura de los hornos comunales se extendió durante la época romana y tuvo continuidad, especialmente en áreas rurales, hasta el siglo pasado. Debido a la industrialización de la panadería, hoy en día la mayoría de hornos comunales han sido abandonados o derruidos.

## Terminología
Son conocidos como:
- forn comunal en catalán y occitano;
- forno comunal en gallego;[5]
- forno comunitário portugués;[6]
- four banal en francés;[7]
- forn comun en piamontés;[8][9]
- forno comune en italiano;[3]

## Historia

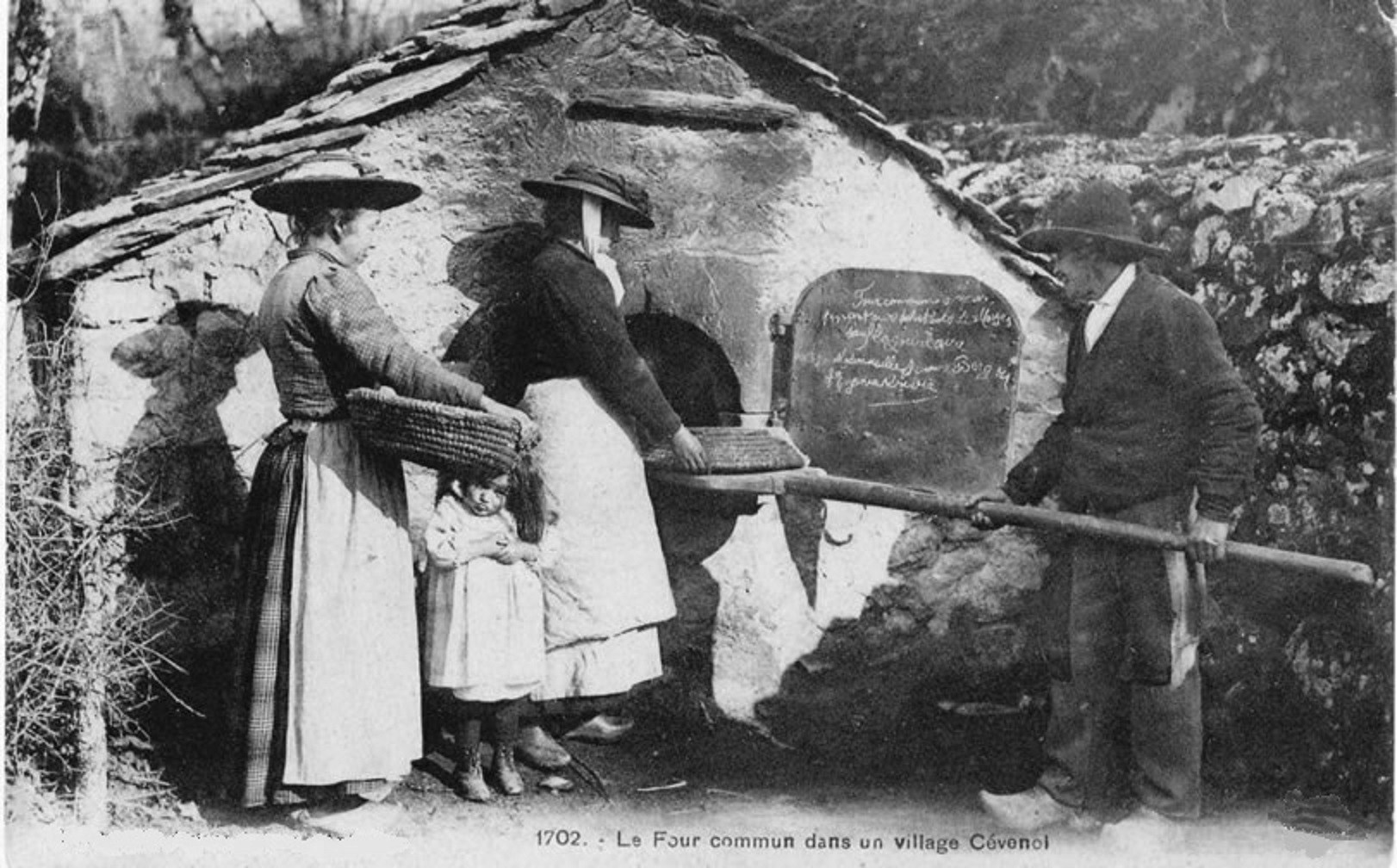
Horno comunal en Cévennes (~1900)

Durante la época andalusí de España y Portugal, el horno común era un servicio adyacente a las mezquitas y que después de la conquista se mantuvieron a cambio del pago de la leña.  Algunos de ellos eran comunales, es decir, de gestión pública, mientras que otros podían pertenecer a un noble, rey, iglesia, etc. El pago que hacía el arrendatario (el hornero) al señor que le había cedido el monopolio era llamado en catalán fornatge.

## Molino harinero
En las sociedades agrarias preindustriales, el molino era una institución fundamental, ya que en ellos se pulverizaban los granos de cereal para hacer la harina. Por ejemplo, en la villa aragonesa de Cutanda, el molino municipal era arrendado cada cinco años a un molinero profesional, quien se encargaba de la manutención de las ruedas molineras, así como de la acequia y la balsa. En 1736, el Concejo de Cutanda ingresó por su molino 40 cahíces de trigo. Los campesinos pagaban al harinero una «maquila», es decir, una parte de su cosecha. El trigo se molía en pequeñas cantidades cuando fuese necesario, porque se conserva mejor en grano que en polvo. 

## Gestión del horno común
Generalmente, el horno comunitario era propiedad del ayuntamiento o concejo. Los hornos comunitarios, aunque poco rentables, constituían una fuente de ingresos para la administración local. Por ejemplo, el horno de poya de Tomellosa, Castilla-La Mancha, en 1774 produjo 360 reales y en 1805 fueron 707 reales. En este caso, la mitad del horno pertenecía al concejo y la otra a una cofradía. La copropiedad se mantuvo hasta una desamortización en el siglo XIX.
En muchas zonas de España, el pago que se realizaba para poder usar el horno comunitario se denominaba «poya». La poya se podía pagar en forma de dinero o de pan mismo. Por esta razón, los hornos comunitarios eran denominados hornos de poya. En las áreas catalanoparlantes, el pan de poya de conoce como pa de puja. Las primeras menciones a los hornos de poya son del siglo XVI. El poyo (del latín, podium) es la encimera adyacente al horno donde se dejan reposar las masas antes de introducirlas.
El horno de poya salía anualmente a subasta y un hornero tenía la tarea de mantener el horno encendido los 365 días y de cocer el pan de todas las casas. En algunos casos, estos horneros eran panaderos profesionales que también vendían su propio pan. De esta figura surge la moderna figura del panadero.
En Valdeperillo, La Rioja, los vecinos decidían sus turnos echándolo a suertes con un viejo método llamado «echar habas». Las masas eran marcadas con sellos de pan para diferenciarse los de cada casa y evitar confusiones. En Galicia, los turnos se establecen por veceira. Según la investigadora culinaria Núria Bàguena, «no era frecuente cocer el pan en casa, y solo las casas ricas y aisladas tenían horno. La gente podía ir a amasar y cocer el pan en los hornos colectivos, y para que no se hiciesen colas, había ordenaciones que los regulaban: se podía ir tres veces por semana». También había mucha regulación respecto a la elaboración del pan, en especial con las mezclas fraudulentas con otros cereales para abaratar la harina (en algunos casos conteniendo incluso serrín).

## «Firmar» el pan

Sello de panadero

El hecho de que todas las familias del pueblo cociesen sus panes en un mismo horno planteó la necesidad de diferenciar las piezas de cada casa. Así surgen los sellos, marcadores o señaladores, que servían para estampar en las masas la enseña del autor de las mismas, antes de meterlas en el horno. Los sellos de pan existieron en el mundo antiguo e incluso ciertos yacimientos arqueológicos señalan que durante la prehistoria ya pudieron ser usados.
Los sellos eran generalmente tallados en madera o en asta de animal por los pastores. Los hacían para el uso propio, por encargo o para regalar a sus allegados. La mayoría de sellos eran redondos o cuadrados, e incluían formas animales o florales, texto y geometría. Los sellos más complejos y con mayor filigrana estaban reservados a los terratenientes o patrones. 
La estampación de panes puede tener una función práctica (incluir el nombre del panadero, el peso del pan, la calidad de la harina, etc.), o tal vez una función religiosa y ritual. En la Antigua Roma, los panes se estampaban para las saturnales, para celebrar el año nuevo o el cumpleaños del Emperador. Los sellos de la España preindustrial a menudo hacen referencia a simbología cristiana, como una cruz o la imagen de la Virgen María, y a veces incluyen versos bíblicos.

## Horno comunal en el sigloXXI
Debido a la industrialización de la panadería, hoy en día la mayoría de hornos comunales han sido abandonados o derruidos. Otros han sido reconvertidos en museos, como el horno comunitario de la judería de Lérida.

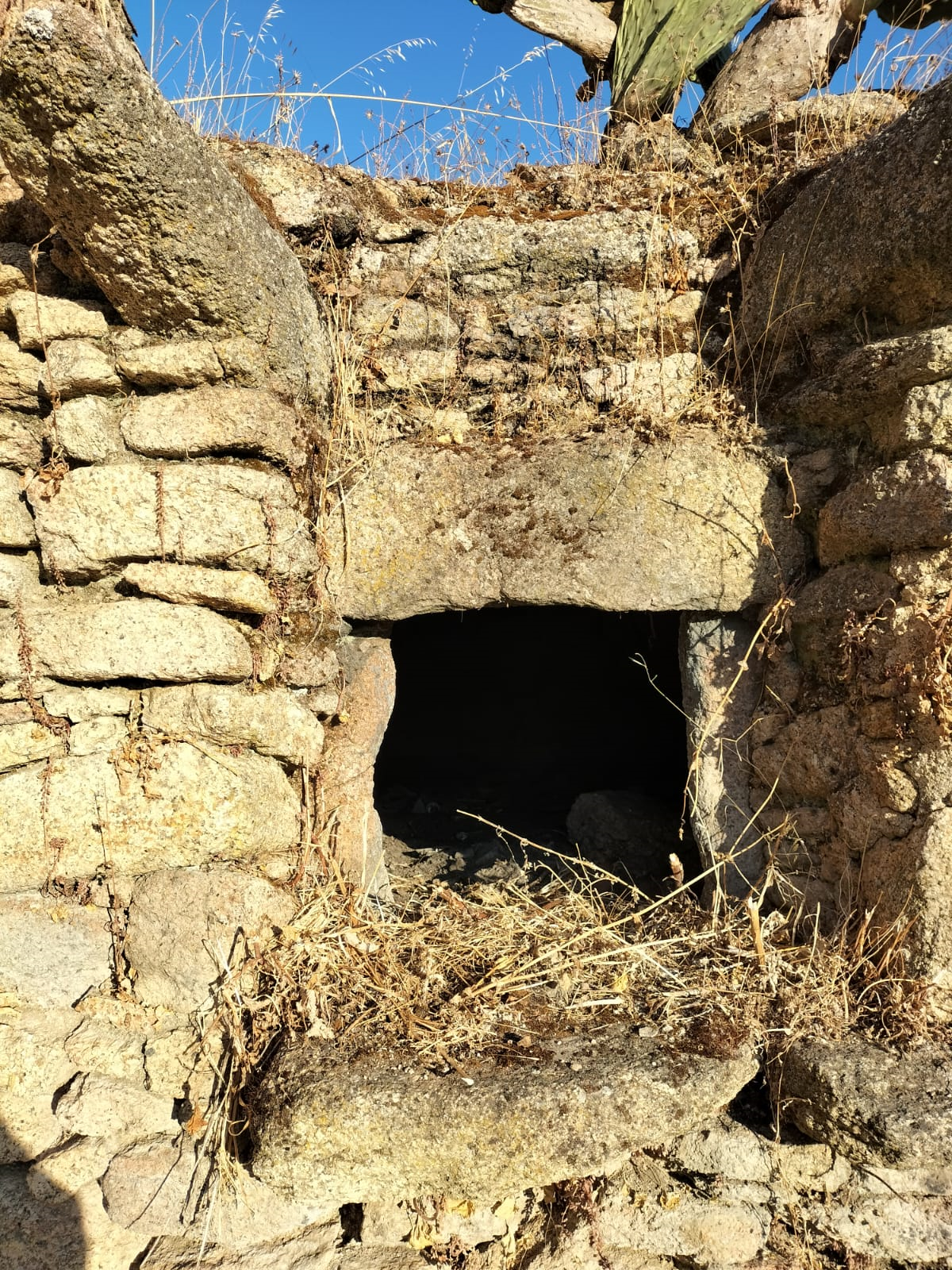
Horno comunitario de El Prado en San Pedro de los Majarretes

En la actualidad, la mayoría de hornos comunales han desaparecido, pero en algunas regiones de España, especialmente entre las viejas generaciones, todavía se pueden encontrar formas aisladas de producción comunal. Para escribir su libro La tradición del pan artesanal en España (1994), el gastrónomo José Carlos Capel viajó por el país buscando sitios remotos donde aún siguiesen usando hornos comunales. Encontró que en Cea, Orense, aldea famosa por su tradición panera (véase pan de Cea), las vecinas acostumbran a cocer el pan que previamente habían amasado en sus casas en hornos comunales, a los que acudían cada quince días aproximadamente. En todo el pueblo existen unos doce hornos de este tipo. Sobre ellos, comenta Capel: «La arquitectura de los hornos de Cea, lúgubres, sin luz eléctrica, con suelos de grandes piedras, recuerdan a los castros celtas típicos de Galicia».
En 2023, en La Campiña de Valencia de Alcántara se realizó un estudio que documentó 6 hornos comunales, propiedad de las vecinas y vecinos: dos en Jola y uno en Las Casiñas, El Pino, San Pedro de los Majarretes y Las Lanchuelas.